# Allan Legere

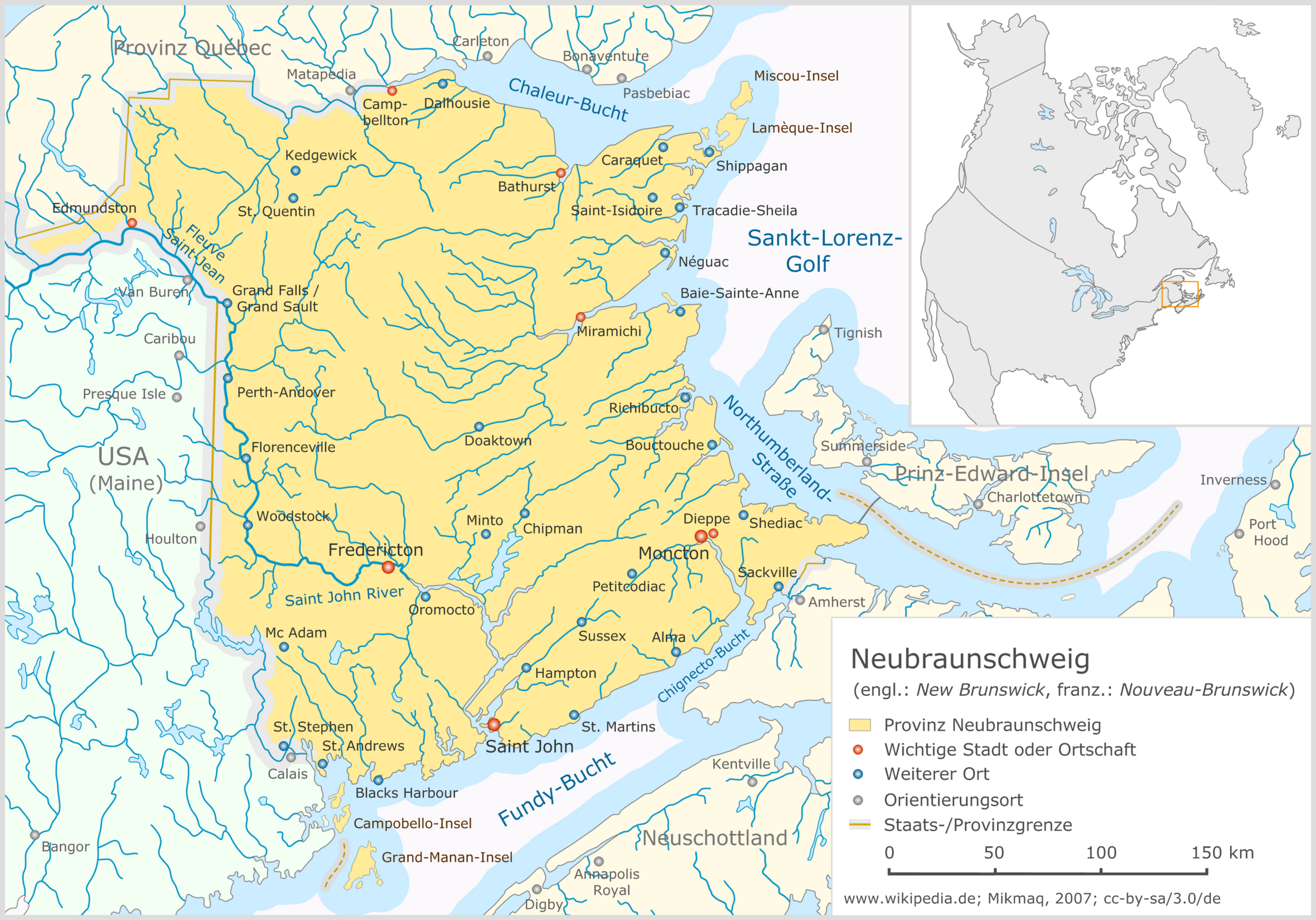
Karte der kanadischen Provinz New Brunswick, wo sich Legeres Verbrechen ereigneten

Allan Legere (* 13. Februar 1948), auch bekannt als das Monster vom Miramichi, ist ein kanadischer Serienmörder, Vergewaltiger und Brandstifter, der 1989 mehrere Monate aus der Haft fliehen konnte und währenddessen vier Menschen ermordete. Die Suche nach ihm gilt als eine der größten Personenfahndungen in der Geschichte Kanadas und seine Verurteilung als eine der ersten, bei denen ein Angeklagter hauptsächlich aufgrund von Beweisen durch einen genetischen Fingerabdruck verurteilt wurde.

## Erster Mord
In der Nacht des 21. Juni 1986 drang Allan Legere mit zwei Komplizen in das Haus des Ladenbesitzers John Glendenning in Black River Bridge, New Brunswick ein, mit dem Ziel, einen Safe zu stehlen. Im Laufe des Überfalls wurde Glendenning zu Tode geprügelt, seine Frau wurde geschlagen und vergewaltigt. Aufgrund der Schwere des Verbrechens und seiner damals bereits zahlreichen Vorstrafen erhielt Legere lebenslange Haft.

## Flucht
Am 3. Mai 1989 wurde ihm der Besuch eines Krankenhauses gewährt, da er an einer Ohrinfektion litt. Er war an Händen und Füßen gefesselt und wurde von zwei Gefängniswärtern zu einem Krankenhaus in Moncton begleitet. Nach der Ankunft bat er darum, die Toilette besuchen zu dürfen. Während einer der Wärter im Fahrzeug verblieb und der zweite vor der Tür wartete, gelang es Legere, durch an seinem Körper versteckte Metallteile die Fesseln zu lösen und auf den Parkplatz zu entkommen, wo er eine Frau in ihren Wagen drängte und flüchtete. Sie wurde kurz darauf wieder freigelassen.

### Weiterer Verlauf
In den folgenden Tagen kam es in der Gegend um die heutige Stadt Miramichi, die damals noch aus kleinen, eigenständigen Gemeinden bestand, zu mehreren Einbrüchen, Diebstählen und auch einem Raubüberfall auf einen Mann, dessen Wagen gestohlen und später in Newcastle aufgefunden wurde. Zwei Zeugen sahen einige Tage später einen Mann in einem Feld, bei dem es sich um Allan Legere gehandelt haben soll.

#### Mord an Annie Flam
In der Nacht des 28. Mai 1989, dreieinhalb Wochen nach der Flucht, wurde durch einen zufällig vorbeikommenden Autofahrer ein Feuer in einem kleinen Lebensmittelgeschäft in Chatham entdeckt. Im Erdgeschoss des Gebäudes fanden Einsatzkräfte eine beinahe ohnmächtige, verletzte Frau. Ihre Schwester wurde tot im 1. Obergeschoss aufgefunden. Ermittlungen ergaben später, dass Legere beide Frauen angegriffen, vergewaltigt und anschließend das Haus in Brand gesteckt hatte.

#### Angst in der Bevölkerung
In den nächsten Monaten kam es zu weiteren Zwischenfällen, die Legere angerechnet werden. Einer der beiden Zeugen, die im Mai 1989 einen Mann in einem Feld gesehen hatten, bemerkte am Abend des 1. Junis einen Einbrecher an seiner Garage. Er verfolgte ihn, konnte seiner aber nicht habhaft werden. Unweit davon wurden eine Art provisorisches Lager und die Sonnenbrille des Flüchtigen entdeckt. Auch die Polizei vermutete Legere noch in der Region. In der Bevölkerung breitete sich Panik aus. Damaligen Medienangaben zufolge verschlossen sich große Teile der Bevölkerung nach Anbruch der Dunkelheit regelrecht in ihren Häusern und wagten sich erst bei Tagesanbruch wieder heraus. Eine Belohnung von 2.000,– kanadischen Dollar wurde ausgesetzt.

#### Morde an Linda und Donna Daughney
Nur wenige Kilometer von dem Ort des Mordes an Annie Flam entfernt lebten die beiden Schwestern Linda und Donna Daughney. Am Morgen des 14. Oktober 1989 bemerkte ein Einwohner der Stadt ein Feuer im Haus der Daughneys. Im Verlauf der Rettungsarbeiten wurden beide tot aufgefunden – auch sie wurden vergewaltigt und erschlagen. Nachbarn der beiden sagten aus, man habe sie am Mittag des vorangegangenen Tages noch lebend gesehen. Es sei aber auffällig gewesen, dass am Abend das Verandalicht nicht gebrannt hatte, welches sonst immer eingeschaltet gewesen sei. Ein Autofahrer erinnerte sich, gegen 3:30 Uhr in der Tatnacht am Haus vorbeigefahren zu sein, als darin Licht brannte und zwei Lastwagenfahrer berichteten, sie hätten in den frühen Morgenstunden, kurz nach 5:00 Uhr, einen Mann auf den Bahngleisen unweit des Hauses der Daughneys stehen sehen. Aufgrund der Gesamtumstände und des fast gleichen Tatablaufes wie in Chatham kam man schnell auf Legere als wahrscheinlichen Täter. Wenige Tage nach dem Doppelmord wurde die Belohnung auf 10.000,– kanadische Dollar erhöht. Aufgrund der weiterhin vorherrschenden Angst in der Bevölkerung und den nicht enden wollenden Straftaten forderten lokale Politiker weitere Polizeikräfte für die Suche.
Ende Oktober 1989 verdichteten sich die Hinweise auf den Aufenthaltsort von Legere nach Einbruchdiebstählen in zwei Fahrzeuge. Ein Polizeihund nahm seine Fährte auf, mehrere Häuser in der näheren Umgebung wurden evakuiert, doch wieder gelang ihm die Flucht. Inzwischen hatte man einen DNA-Abgleich vervollständigt, der Legeres Täterschaft an den vorangegangenen Morden belegte.

#### Mord an Priester James Smith
Am Abend des 16. November 1989 wurde der Priester James Smith aus Chatham Head in der Kirche erwartet. Nachdem er nicht erschienen war, öffnete ein Bekannter, der einen Schlüssel besaß, die Türe des Pfarrhauses und fand Smith ermordet vor. Ermittlungen ergaben, dass er bereits in der Nacht vom 15. auf den 16. November getötet worden sein musste. Nachbarn hatten ihn am Abend des Vortages noch lebend gesehen, als er gegen 21 Uhr seine Veranda inspizierte.
Der Täter hatte sich den Tag über im Pfarrhaus aufgehalten, Nahrungsmittel zu sich genommen, seine Stiefel gewaschen, blutige Kleidung entsorgt und sogar Telefonanrufe mit der Aussage „Falsch verbunden!“ entgegengenommen. Am Abend des 16. November hatte er dann, kurz vor dem Auftauchen der Kirchenangehörigen, den Wagen von Smith kurzgeschlossen und war damit geflüchtet. Ein Taxifahrer erinnerte sich, das blaue Oldsmobile gegen 18:45 mit hoher Geschwindigkeit vorbeifahren gesehen zu haben, nur knapp 30 Minuten, bevor Smiths Leiche aufgefunden wurde.
Legere hatte noch am selben Abend einen Zug in Richtung Montreal bestiegen und den gestohlenen Wagen an einem Motel zurückgelassen. Obwohl Polizeibeamte wenige Stunden später den Zug bestiegen und durchsuchten, konnte er erneut entkommen.  Er mietete sich unter dem falschen Namen Fernand Savoie in einem Hotel nahe dem Bahnhof von Montreal ein und blieb dort mehrere Tage. In der Stadt ließ er sich eine neue Brille anfertigen und verkaufte zuvor gestohlenen Schmuck an einen Händler.

## Festnahme
Am 23. November 1989 zwang Allan Legere einen Taxifahrer in Saint John unter Vorhaltung eines abgesägten Gewehres eine Strecke von 150 Kilometer nach Moncton zu fahren. Aufgrund von Eis und Schnee kam das Taxi von der Straße ab und blieb in einer Schneewehe stecken. Legere forderte den Taxifahrer auf, aus dem Auto zu steigen, versteckte seine Waffe und hielt ein zufällig vorbeikommendes Auto an. Beide wurden von der Fahrerin, einer Polizistin außer Dienst, in Richtung Moncton mitgenommen. Legere offenbarte sich kurz darauf und bedrohte auch sie mit seiner Waffe. Durch seinen monatelangen Aufenthalt in den Wäldern war er stark abgemagert und kaum wiederzuerkennen gewesen. Bei einem anschließenden Tankstopp nahm er die Autoschlüssel an sich und begab sich in den Verkaufsraum, um die Rechnung zu begleichen. Währenddessen gelang es der Polizistin, den Wagen mit Hilfe eines Zweitschlüssels zu starten und zusammen mit dem Taxifahrer zu flüchten. An der Tankstelle eintreffende Polizeikräfte konnten Legere jedoch nicht mehr vorfinden. Es wurden Straßensperren errichtet.
Wenige Stunden später zwang Legere einen Fernfahrer, der an einer Raststätte Pause machte, ihn weiter in Richtung Moncton zu bringen. Er äußerte ihm gegenüber, vom dortigen Flughafen aus in den Iran fliegen zu wollen. Nach einem von Legere geforderten Richtungswechsel befand sich der Lastwagen auf einer normalerweise nicht durch LKW genutzten Strecke. Dies fiel einem Fernfahrerkollegen auf, welcher über CB-Funk die Polizei verständigte. Die Anhaltezeichen des eintreffenden Streifenwagens wurden ignoriert, woraufhin man den LKW über eine halbe Stunde lang verfolgte. Der Fahrer eröffnete Legere schließlich, er „könne nicht weiterfahren,“ woraufhin dieser ihm die Erlaubnis erteilte, rechts heranzufahren und anzuhalten. Legere ergab sich daraufhin den Polizeibeamten. Seine über sechs Monate dauernde Flucht fand damit am 24. November 1989 ein Ende.

## Prozess
Allan Legere gehörte zu den ersten Straftätern, die aufgrund am Tatort vorgefundener DNA verurteilt wurden. Die Erstellung des heute allgemein bekannten genetischen Fingerabdrucks war zu dieser Zeit ein Novum in der Kriminalitätsbekämpfung. Der Prozess und das Urteil gegen ihn hatten somit auch einen gewissen Grundsatzcharakter im Bezug auf die generelle Beweisfähigkeit durch DNA vor Gerichten in Kanada. Der Prozess gegen Legere, der auf „nicht schuldig“ plädierte, endete am 13. November 1991 mit einer Verurteilung wegen vierfachen vorsätzlichen Mordes zu einer lebenslangen Freiheitsstrafe. Bis 2015 verbüßte er seine Strafe in Kanadas einzigem Hochsicherheitsgefängnis, der Special Handling Unit in Sainte-Anne-des-Plaines. Danach wurde er in das Edmonton Institution Gefängnis verlegt.